# プリンス・オブ・シティ
『プリンス・オブ・シティ』（Prince of the City）は、シドニー・ルメット監督による1981年のアメリカ映画。賄賂で腐敗したニューヨーク市警の麻薬捜査官とそれを摘発しようとする潜入捜査官の対決を描く。

## あらすじ
1970年代のニューヨーク。激化する麻薬犯罪に対抗するため結成されたニューヨーク市警麻薬課特別捜査班SIUは、高い検挙率を誇る一方で、捜査のため与えられた特権を利用し、捜査官の間では賄賂や押収した麻薬の横流しなど汚職が蔓延していた。
その一人、SIUの捜査官、ダニー・チエロは同僚のガス・リービーら仲間と共に、地元のギャング団を逮捕しては現金や麻薬を着服し、羽振りの良い生活を送っていた。しかし家族からは軽蔑され、日々、自責の念にさいなまれていた。
ある日、ダニーは、検事補のカパリーノから汚職摘発のための捜査協力を依頼される。当初は一笑に付すダニーであったが、麻薬で苦しむ情報屋の姿を目の当たりにし、その憤りから自身とガスら同僚への汚職を不問にすることを条件に、捜査協力を引き受ける。
隠しマイクを身に着け、潜入捜査を開始したダニーは次々と証拠を集めていくが、容疑者の警官が自殺したことを皮切りに、精神的に追い詰められていく。
自身が内通者であることを仲間たちに打ち明け、捜査を降りようとするダニーであったが、彼の意思とは裏腹に、検事局による追及は激しさを増していく。
やがて、ダニーが内通者であること、そして過去の汚職が明るみとなり、彼と仲間たちは法の場で裁かれることとなるが・・。

## キャスト
※括弧内は日本語吹替（初回放送1986年10月11日・18日 テレビ朝日『ウィークエンドシアター』）
- ダニー・チエロ：トリート・ウィリアムズ（池田秀一）
- ガス・リービー：ジェリー・オーバック（阪脩）
- ジョー・マリナロ：リチャード・フォロンジー（清水信介）
- カパリーノ検事補：ノーマン・パーカー（小川真司）
- ブルックス・ペイジ：ポール・ローブリング（家弓家正）
- カーラ：リンゼイ・クローズ（吉田理保子）
- ドム・バンドー：ケニー・マリノ（秋元羊介）
- ビル・メイヨー：ドン・ビレット
- バーンズ：レイン・スミス（増岡弘）
- サンチョ：ライオネル・ピナ（千葉繁）
- ラフ・アルバレス：トニー・ペイジ（稲葉実）
- サンティマッシーノ：ボブ・バラバン（池田勝）
- サム・ハインツドルフ：リー・リチャードソン（村越伊知郎）
- ニック・ナポリ：ロナルド・マッコーネ
- デイブ・ディベネデット：ロン・カラバトソス
- ロッキー・ガッツォ：トニー・ムナフォ（藤本譲）
- アーニー：カーマイン・フォレスタ（広瀬正志）
- キング：ロバート・クリスチャン
- ブラーノ：ランス・ヘンリクセン
- ビンセンティ：スティーヴ・インウッド
- ジニー：シンシア・ニクソン（深見梨加）
- ジョージ・ポリト地方検事：ジェームズ・トールカン（大木民夫）

## 受賞とノミネート
| 賞                           | 部門                    | 候補者                                         | 結果       |
| ---------------------------- | ----------------------- | ---------------------------------------------- | ---------- |
| アカデミー賞                 | 脚色賞                  | ジェイ・プレッソン・アレン、シドニー・ルメット | ノミネート |
| ゴールデングローブ賞         | 作品賞 (ドラマ部門)     | 『プリンス・オブ・シティ』                     | ノミネート |
| ゴールデングローブ賞         | 監督賞                  | シドニー・ルメット                             | ノミネート |
| ゴールデングローブ賞         | 主演男優賞 (ドラマ部門) | トリート・ウィリアムズ                         | ノミネート |
| ニューヨーク映画批評家協会賞 | 監督賞                  | シドニー・ルメット                             | 受賞       |